# Ambernath
 (mars 2016).
Si vous disposez d'ouvrages ou d'articles de référence ou si vous connaissez des sites web de qualité traitant du thème abordé ici, merci de compléter l'article en donnant les références utiles à sa vérifiabilité et en les liant à la section « Notes et références ».
Ambernath est une ville d'Inde ayant en 2001 une population de 203 795 habitants. La ville fait partie de la région Métropolitaine de Mumbai.
Cette ville recèle de nombreux joyaux historique et notamment le temple dédié à Shiva, qui fut probablement construit en l'an 1060.
La rive Est est principalement "envahie" par les industries et notamment chimique.